# Outcast (1917)
Outcast, também conhecido como The Outcast, é um filme mudo estadunidense de 1917, do gênero drama, dirigido por Dell Henderson e Wesley Ruggles, e estrelado por Ann Murdock. Foi baseado na peça teatral "Outcast" (1914), de Hubert Henry Davies. É considerado um filme perdido.
Foi produzido pela Empire All-Star Corporation, unidade de produção do falecido Charles Frohman, produtor da peça teatral homônima estrelada por Elsie Ferguson, que reprisou seu papel na versão de 1922 do filme.
A história de Hubert Henry Davies foi transformada em filme em 1916 como "The World and the Woman", com Jeanne Eagels; depois como "Outcast" (1922), com Elsie Ferguson. Após a versão de Ferguson, a história foi filmada como "Outcast" (1928), dessa vez estrelada por Corinne Griffith numa versão em discos Vitaphone. O roteiro também foi a base para "The Girl from 10th Avenue" (1935), estrelado por Bette Davis e lançado pela Warner Bros.

## Sinopse
Conforme descrito em uma revista de cinema, Valentine (Catherine Calvert), noiva de Geoffrey Sherwood (David Powell), rompe seu noivado para poder se casar com Lorde Moreland (Reginald Carrington) e ter tudo o que deseja. Desencorajado, Geoffrey associa-se com Miriam Gibson (Ann Murdock), uma prostituta conhecida como "a intocável". Miriam começa a se dedicar a Geoffrey e faz tudo o que está em seu poder para fazê-lo feliz.
Valentine, com ciúmes da felicidade repentina de Geoffrey, acredita que ao entrar em sua vida novamente, ela vai dificultar as coisas para ele. Geoffrey, que ainda a ama, pede a ela para ir embora com ele para a América do Sul, divorciando de Lorde Moreland e casando-se com ele, mas Valentine se recusa. Então, Geoffrey manda Valentine embora e se casa com Miriam, e os dois partem felizes para sua nova casa na América do Sul.

## Elenco
- Ann Murdock como Miriam Gibson
- David Powell como Geoffrey Sherwood
- Catherine Calvert como Valentine
- Richard Hatteras como Hugh
- Jules Raucourt como Tony
- Herbert Ayling como Sr. Guest
- Reginald Carrington como Lorde Moreland
- Kate Sergeantson como Sra. Guest
- H. Ashton Tonge como Taylor
- V. L. Granville como Gerald
- Maud Andrew como Bemish, empregada de Miriam
- James C. Malaidy como Charles Gibson, pai de Miriam
- Charles Hampden como Monsenhor Duval
- Zolya Talma como Nelly

## Recepção
Como muitos filmes estadunidenses da época, "Outcast" estava sujeito a cortes pelos conselhos de censura de filmes das cidades e estados. O Conselho de Censura de Chicago emitiu uma permissão somente para adultos, e exigiu cortes de três cenas de jogos de azar e o intertítulo "Fui levada às ruas, não tive escolha".